# 張北事件
张北事件是1934年到1935年，日本支那驻屯军在張北县与中华民国冲突的事件，结果是中日签订《秦土协定》。是1935年華北事變的一部分。

## 第一次张北事件
1934年10月26日，日本支那驻屯军参谋川口清健中佐、书记生池田克己一行8人，自张家口前往察哈爾省多伦，途经张北县时，27日上午10時，日方拒绝国民革命軍第二十九軍（軍長宋哲元）第一百三十二師（師長趙登禹）士兵检查，僵持40分钟后予以放行。29日，日本驻张家口代理领事桥本正康，以张北驻军侮辱日本军官为由，向察哈尔省主席兼第29军军长宋哲元提出抗议。30日，日本驻北平公使馆武官辅助官高桥坦再次向宋哲元提出抗议。11月25日，日方要求第132师师长趙登禹道歉，处分直接责任者，察东划界、中国军队退至外长城以西以南。12月7日，国民政府许诺日本人在察哈尔省旅行自由，中方可以不检查其携带物品，中国军队退到长城线以西。

## 第二次张北事件
察省当局曾与日方商定，凡日人由热河省前来察哈尔省的，须持驻张家口日领事馆所发护照，经我方复验并加盖省府印信后始可通行。1935年5月30日，没有护照日本軍方多伦特务机关日人一名，三菱公司日人三名，经沽源县到张北县。6月5日下午4時途经张北县被驻張北县城南門卫兵以其并未持有此项护照，不许通过。日人竟欲强入，双方发生争执，守军即将其送往132师司令部。察哈尔省主席宋哲元下令师长赵登禹予以放行。该日人认为曾被侮辱，竟由驻张家口日领事桥本向我方提出抗议，并故意将事态扩大，更由天津日驻屯军土肥原贤二和日使馆武官高桥向二十九军军长宋哲元提出无理要求，要求中方“惩办直接负责人”。6月18日，国民政府行政院会议罷免宋哲元察哈尔省主席之职，由察哈尔省民政厅长秦德纯代理。经秦德纯与日方谈判多次。日方要求；（1）处罚事件责任者，撤换一三二师参谋长及军法处长；（2）张北等六县（张北、宝昌、宝康、商都、沽源、兴和）驻军撤出，以地方保安队维持秩序；（3）撤去察省国民党党部；（4）禁止排日行动。南京国民政府令何应钦以通知方式答复日方，谓要求均办到，逾此，如再有要求，请向中央政府交涉。6月27日，秦德纯与日本军方代表土肥原賢二在北平签订了《秦土协定》。